# Clinocera marshalli
Clinocera marshalli är en tvåvingeart som beskrevs av Sinclair 2008. Clinocera marshalli ingår i släktet Clinocera och familjen dansflugor. Inga underarter finns listade i Catalogue of Life.